# Гнидюк Юлія Миколаївна
Юлія Миколаївна Гнидюк (нар. 22 квітня 1990, Київ, Українська РСР, СРСР) — українська футболістка.

## Життєпис
Професійну футбольну кар'єру розпочала у 2005 році в «Спартак» (Суми). 
За «Нафтохімік» у чемпіонаті України дебютувала 2006 року. Дебютним голом за калуський колектив відзначилася 17 травня 2006 року на 72-й хвилині переможного (6:0) домашнього поєдинку 3-о туру чемпіонату України проти «Зорі-Спартак» (Луганськ). У команді відіграла три сезони, у чемпіонаті України зіграла 47 матчів та відзначився 9-а голами. Разом з калуським колективом вигравала Вищу лігу чемпіонату України (2007).
У 2009 році підсилила «Легенду». Дебютними голами у футболці чернігівського колективу відзначилася 8 серпня 2009 року на 21-й, 53-й, 72-й та 86-й хвилині переможного (9:0) виїзного поєдинку 9-о туру Вищої ліги проти «Атекс-СДЮШОР №16». Разом з «Легендою» двічі вигравала чемпіонат України та одного разу національний кубок. У команді провела 5 сезонів, за цей час у Вищій лізі зіграла 62 матчі та відзначилася 21-м голом. Виступала в жіночій Лізі чемпіонів. У цьому турнірі дебютувала 11 серпня 2011 року в переможному (2:0) поєдинку групового етапу проти «Суонсі Сіті». Юлія вийшла на поле в стартовому складі та відіграла увесь матч. Єдиним голом у Лізі чемпіонів відзначилася 13 серпня 2011 року на 12-й хвилині переможного (8:0) поєдинку проти люксембурзького «Прогресу». Гнидюк вийшла на поле в стартовому складі, а на 63-й хвилині її замінила Тетяна Шрамок.
У 2015 році в чемпіонаті України не грала. Наприкінці 2015 року виступала в складі «Пантер» у Зимовому кубку України. А 24 грудня 2015 року підписала контракт з «Пантерами». Дебютувала у футболці уманського колективу 23 квітня того ж року в нічийному (1:1) виїзному поєдинку 1-о туру Вищої ліги проти «Родини-Ліцею». Юлія вийшла на поле з капітанською пов'язкою в стартовому складі та відіграла увесь матч. Єдиним голом у складі «Пантер» відзначилася 14 травня 2016 року на 90+2-й хвилині програного (1:2) виїзного поєдинку 4-о туру Вищої ліги проти «Житлобуду-1». Гнидюк вийшла на поле в стартовому складі та відіграла увесь матч. З квітня по травень 2016 року зіграла 3 матчі в чемпіонаті України, відзначилася 1 голом. Поєдинок 4-о туру чемпіонату України (29 травня 2016 року) проти «Ятрань-Берестівця» разом з іншими трьома партнерками по команді бойкотувала, після чого за команду більше не грала. Згодом з'ясувалося, що причиною бойкоту була заборгованість по виплаті заробітної плати. Зрештою, Юлія подала позов проти клубу. Проте сторони в досудовому порядку домовилися про дострокове розірвання контракту та про виплату заборгованості.
У 2017 році підписала контракт з клубом «Ятрань-Берестівець». За нову команду дебютувала 21 квітня того ж року в нічийному (0:0) виїзному поєдинку 1-о туру Вищої ліги проти «Легенди». Гнидюк вийшла на поле в стартовому складі та відіграла увесь матч. Дебютним голом за колектив з Уманщини відзначилася 12 травня 2017 року на 6-й хвилині переможного (2:1) домашнього поєдинку 4-о туру чемпіонату України проти клубу «Злагода-Дніпро-1». Юлія вийшла на поле в стартовому складі та відіграла увесь матч.
З 2021 по 2022 рік грала в Першій лізі за команду ДЮСШ № 26, в активі Гнидюк було 7 забитих м'ячів в 10 матчах, але через російську агресію той сезон не було дограно. 
Болгарська команда «Локомотив» (Стара Загора) суттєво поповнилась українськими футболістками, які тимчасово вимушені були призупинити свій чемпіонат через війну. До складу діючого чемпіону Болгарії того сезону доєдналися Анастасія Ілліна, Анастасія Скориніна, Олександра Баб'юк, Олена Цикаленко та Юлія Гнидюк. 
У складі болгарської команди Гнидюк стала чемпіонкою країни та знову виступала в жіночій Лізі чемпіонів.
У 2024 році Юлія Гнидюк доєдналася до києвської «Оболоні».

## Досягнення
«Нафтохімік» (Калуш)
- Вища ліга чемпіонату України
  -  Чемпіон (3): 2007
  -  Бронзовий призер (2): 2006, 2008

«Легенда» (Чернігів)
- Вища ліга чемпіонату України
  -  Чемпіон (2): 2009, 2010
  -  Срібний призер (2): 2011, 2013

- Кубок України
  -  Володар (1): 2009
  -  Фіналіст (3): 2010, 2011, 2013

«Локомотив» (Стара Загора)
- Болгарська жіноча ліга
  -  Чемпіон (1): 2022–23
  -  Срібний призер (1): 2023–24